# Eugoa sexpuncta
Eugoa sexpuncta är en fjärilsart som beskrevs av George Francis Hampson 1911. Eugoa sexpuncta ingår i släktet Eugoa och familjen björnspinnare. Inga underarter finns listade i Catalogue of Life.